# Panični poremećaj
Panični poremećaj spada u skupinu anksioznih poremećaja. Napadaji panike izazivaju doživljaj kao da će se osoba onesvijestiti, poludjeti ili doživjeti infarkt i umrijeti. Manifestira se lupanjem srca, nelagodom ili bolom u grudima, znojenjem, drhtanjem, zažarenošću ili trncima po dijelovima tijela, suhim ustima i doživljajem gušenja, strahom od umiranja i gubljenja kontrole, doživljajem nestvarnosti itd.
Napadaji panike često se javljaju zajedno s agorafobijom – strahom da će se doživjeti napad panike na mjestima s kojih bi bilo teško pobjeći, te se takva mjesta izbjegavaju.
Jedna od najuspješnijih metoda za liječenje paničnog poremećaja je metoda One Move ("Jedan potez"). Ovu metodu je izumio Joe Barry, autor poznate knjige Panic Away u kojoj se ova metoda po prvi put spominje.